# Polygen nedärvning
Polygen nedärvning innebär inom genetiken att många gener tillsammans ger en egenskap, i lägre eller högre grad. Varje gen var för sig, ger en ganska liten eller ingen effekt alls, men som tillsammans ger stor effekt. Man kan inte tala om anlagsbärare som vid recessiv nedärvning utan man har större eller mindre mottaglighet för egenskapen.